# Aaron James
Aaron James (New Orleans, 5 ottobre 1952) è un ex cestista e allenatore di pallacanestro statunitense, professionista nella NBA e in Italia.

## Carriera
Venne selezionato dai New Orleans Jazz al secondo giro del Draft NBA 1974 (28ª scelta assoluta).